# Большое Воронское
Большое Воронское — пресноводное озеро на территории Амбарнского сельского поселения Лоухского района Республики Карелии.

## Общие сведения
Площадь озера — 16,2 км², площадь водосборного бассейна — 60,5 км². Располагается на высоте 80,2 метров над уровнем моря.
Форма озера лопастная, продолговатая: оно почти на девять километров вытянуто с запада на восток. Берега изрезанные, каменисто-песчаные, преимущественно возвышенные, местами заболоченные.
Через озеро течёт безымянный водоток, протекающий ниже течением через озеро Малое Воронское и впадающий в Ланозеро, через которое течёт река Гридина, впадающая в Белое море.
В озере более двух десятков безымянных островов различной площади, однако их количество может варьироваться в зависимости от уровня воды.
Населённые пункты вблизи водоёма отсутствуют.
Код объекта в государственном водном реестре — 02020000711102000002828.